# 渡河

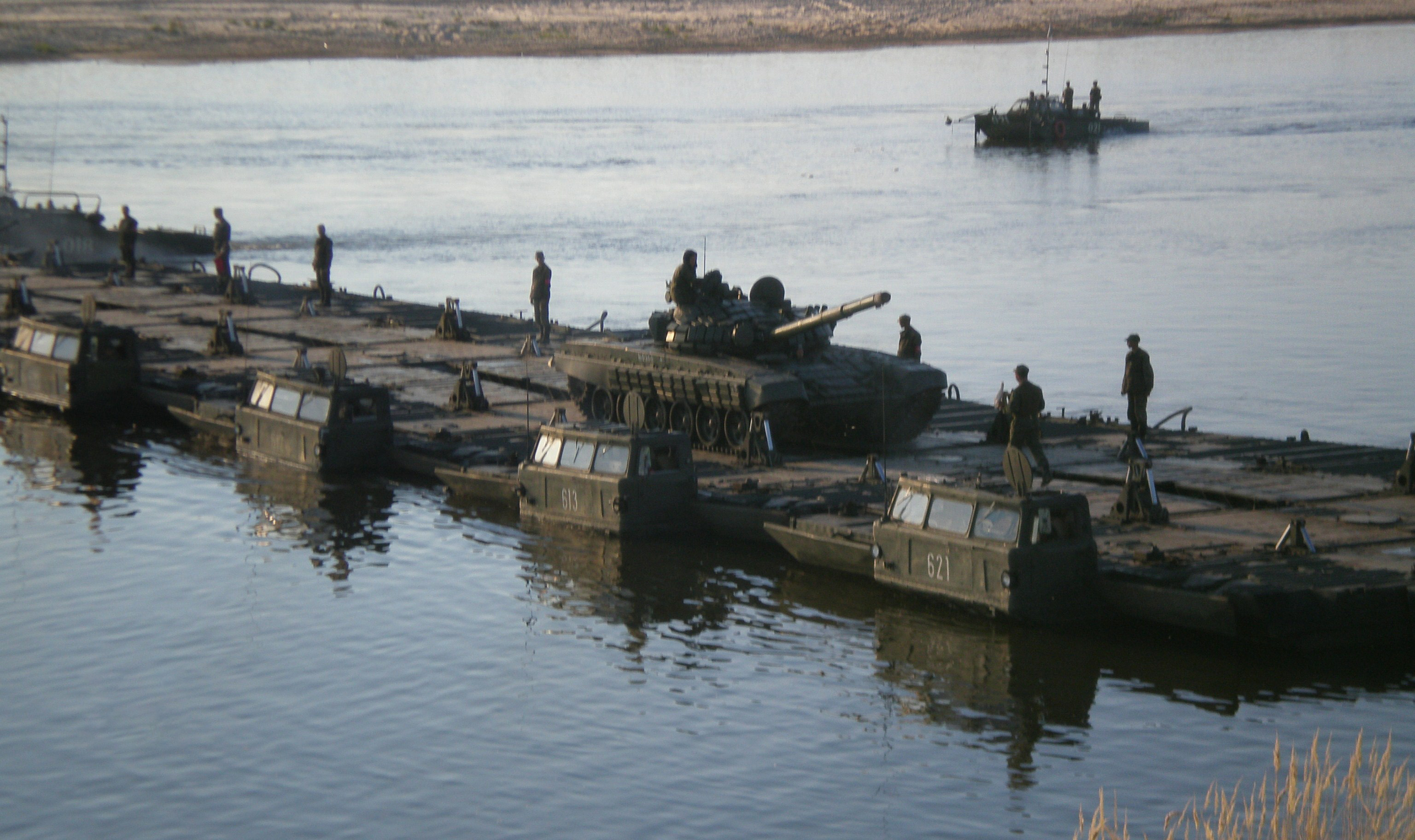
ソ連の自走式舟橋部隊

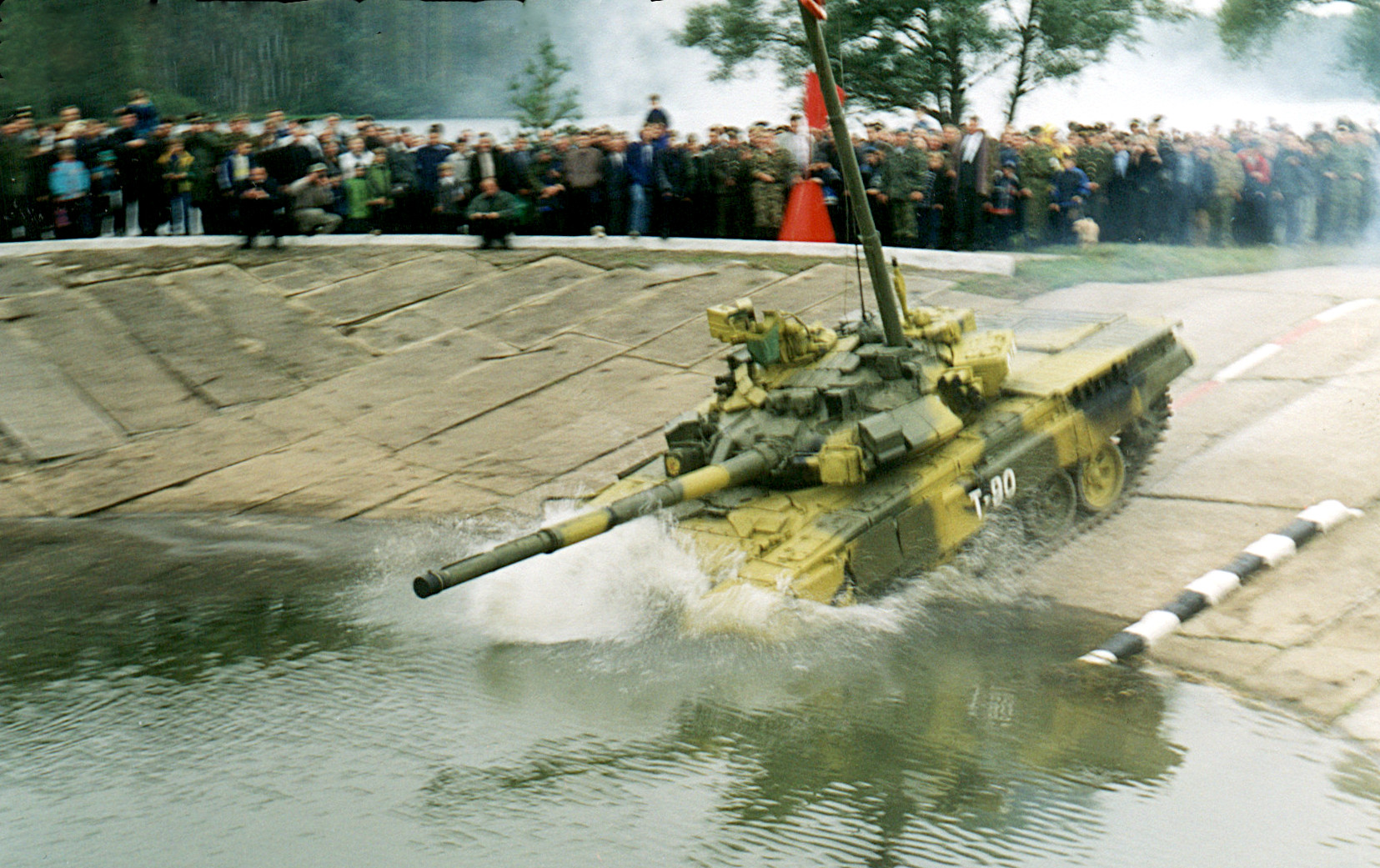
シュノーケル装備のロシア戦車T-90

渡河（とか）とは、川（河）を渡る事である。

## 方法
川を渡るのには、古来から様々な方法が考案されてきた。例として、以下の物をあげる。
- 洗い越し

川が浅くなって、流れが緩い場所の事で、川を歩いて渡るのに適している。古来から交通の要衝とされた。
- 橋

舟橋という船の上に平板を並べ即席の橋とする方法から、丸太橋、縄を二本かけただけのもの、土木技術によって作られる橋までさまざまである。
- トンネル
- 船
  - 渡し船
  - 船を水路（水系）から別の水路（水系）へ陸路を使って運ぶ連水陸路運搬
- その他
  - 水泳、シュノーケル
  - 縄を木の枝等に引っ掛けたり結んで、振り子のように対岸に渡るターザンロープ（rope swing）
  - 棒高跳び - 元は羊飼いが杖を使って川や柵を超えたのが始まり。フィーエルヤッペン（運河渡り）
  - 竹馬
  - 索道(ロープウェイ)、ジップライン
  - アイスロード

## 主な軍事作戦

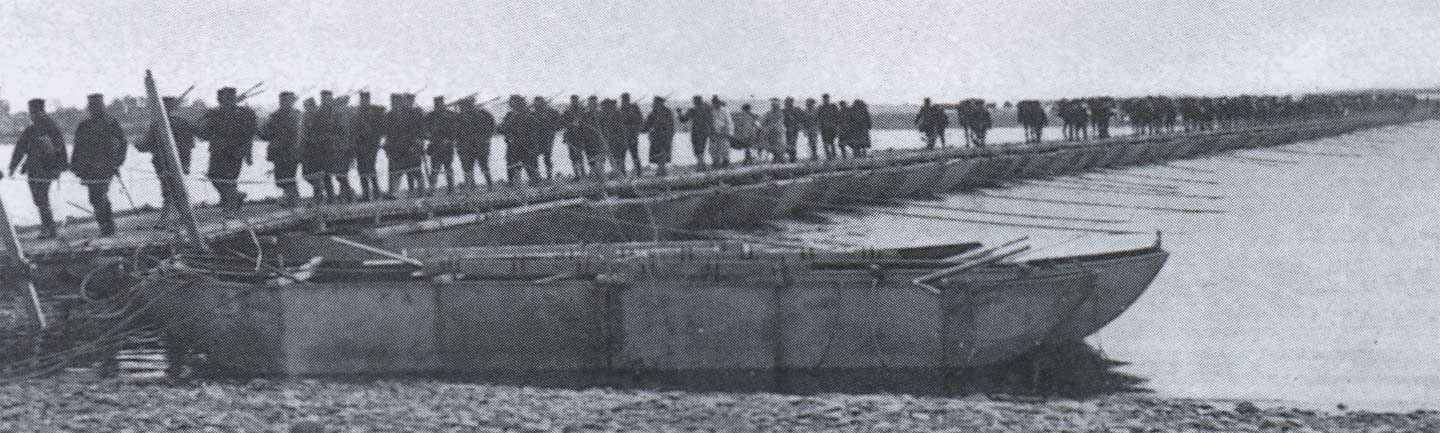
鴨緑江を渡る日本軍（1904年）

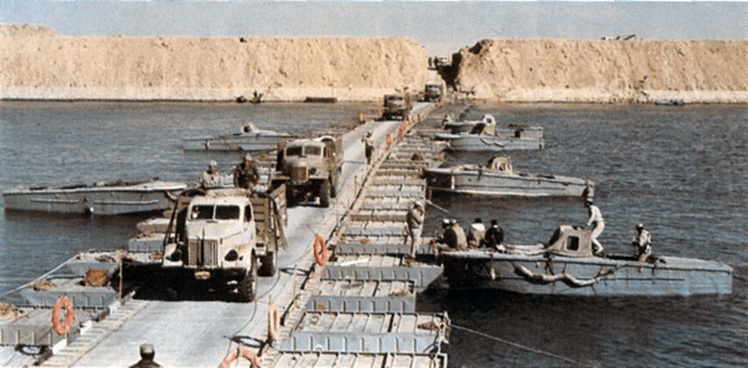
スエズ運河を渡るエジプト軍（1973年）

- 紀元前49年1月10日 - カエサルによるルビコン川渡河。イタリアと属州ガリアの国境を越えてローマに進軍した。
- 383年 - 淝水の戦い（前秦対東晋）
- 1184年 - 宇治川の戦い（治承・寿永の乱）
- 1221年 - 宇治川の戦い
- 1577年 - 手取川の戦い
- 1578年 - 高城川の戦い
- 1868年 - 雄物川渡河作戦（戊辰戦争）
- 1894年 - 鴨緑江作戦（日清戦争）
- 1904年 - 鴨緑江会戦（日露戦争）
- 1941年10月2日 - 日本軍による黄河敵前渡河作戦（日中戦争）[1]。
- 1943年 - ドニエプル川の戦い（独ソ戦）
- 1945年 - プランダー作戦（連合国軍によるライン川渡河作戦）
- 1949年 - 渡江戦役（国共内戦）
- 1973年 - バドル作戦（第四次中東戦争）
- 2022年5月 - ロシア軍によるドネツ川渡河。対するウクライナ軍は9回にわたり渡河を試みるロシア軍を退け、70両以上の戦車などを破壊したと主張[2]。